# 許諾を得ないレコードの複製からのレコード製作者の保護に関する条約
許諾を得ないレコードの複製からのレコード製作者の保護に関する条約（きょだくをえないレコードのふくせいからのレコードせいさくしゃのほごにかんするじょうやく、英: Convention for the Protection of Producers of Phonograms Against Unauthorized Duplication of Their Phonograms、略称：レコード保護条約、またはジュネーブ・レコード条約）は、1971年に作成されたレコード製作者の保護に関する国際条約である。

## 概要
国際連合教育科学文化機関（UNESCO）と世界知的所有権機関（WIPO）とが共同で管理する。1971年10月29日にスイスのジュネーヴで作成され、1973年4月18日に発効した。締約国は77ヶ国（2010年7月15日現在）。日本は1978年6月9日に受諾書を寄託しており、この条約は同年10月14日に日本について効力を発生した。
本条約は、著作隣接権のひとつであるレコード製作者の権利（いわゆる原盤権）について定めた条約である。なお、この条約でいう「レコード」（英：phonogram、読み：フォノグラム）とは、実演などの音の聴覚的な固定物全般を指しており、樹脂の円盤に溝を刻んだ一般的なレコードに限らず、カセットテープやコンパクトディスク等のメディアが含まれる。
レコード製作者の権利を含む著作隣接の保護については既に1961年の実演家、レコード製作者及び放送機関の保護に関する国際条約（ローマ条約）で包括的に規定されていたが、本条約では特に海賊版の防止を目的として、
- 無断複製物の作成や輸入・頒布からレコード製作者を保護すること
- レコード製作者の保護期間を20年以上とすること、
- 方式主義国においては、レコード製作者の権利の表示として「℗」（マルP）を付すこと

等が定められている。
文字コード・ユニコードの規定では、℗は16進数で「&#x2117;」と表記する。Ⓟ（丸付きラテン大文字P）およびⓟ（丸付きラテン小文字P）と見た目が似ているが、互いに異なる文字である。